# Knicksiek
Das Knicksiek ist ein Naturschutzgebiet in der Stadt Bad Oeynhausen. Es ist rund 4,3 ha groß und wird unter der Bezeichnung MI-054 geführt. 
Das Gebiet liegt nördlich des Ortsteiles Volmerdingsen am Südhang des Wiehengebirges.
Das Knicksiek ist ein besonders vielfältig strukturiertes Sieksystem im Kreis Minden-Lübbecke. Die Unterschutzstellung soll zur Erhaltung und Wiederherstellung dieses Biotopkomplexes dienen. Das Biotop ist mit einer Orchideenwiese, dem Schilfröhricht und den naturnahen Gehölzen  ein Refugium für eine Vielzahl seltener und bedrohter Tier- und Pflanzenarten. Außerdem soll das landschaftlich außerordentlich reizvolle Bachtal geschützt werden.